# Minicatus
Minicatus is een vliegengeslacht uit de familie van de roofvliegen (Asilidae).

## Soorten
- M. mirabilis (Lehr, 1967)